# Sinnesdata

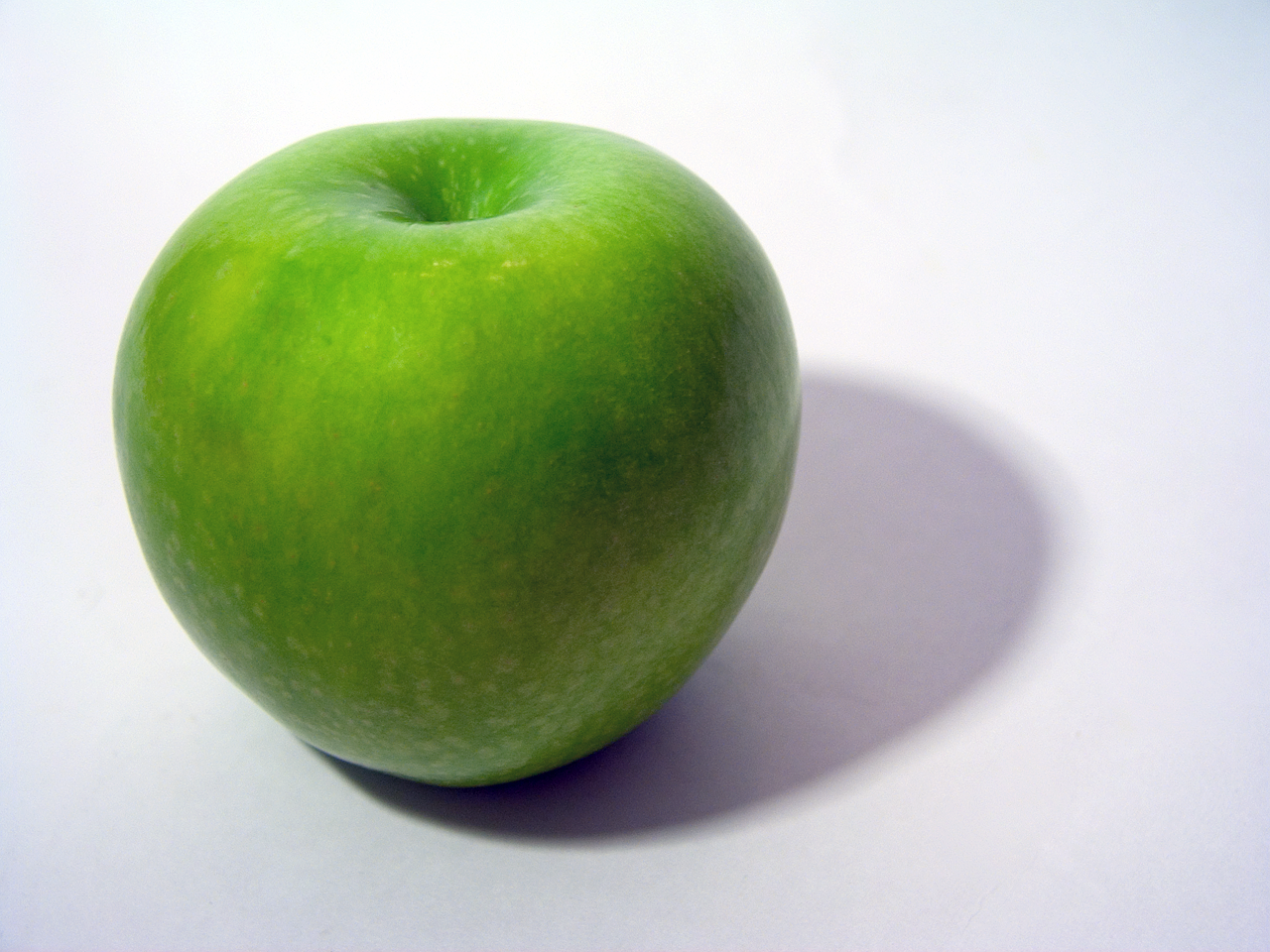
Exempelvis kan ett äpple utgöra ett objekt för sinnesdata.

Sinnesdata (singular sinnesdatum, engelska sensedatum, av latinets datum, något givet), filosofiskt begrepp som handlar om sinnesintryck, myntat under det tidiga 1900-talet. Sinnesdata är det förmedlade mellan ting och medvetande. Hos de klassiska engelska empiristerna Locke och Hume kallas detta istället "idé" (idea) respektive "sinnesförnimmelse" (impression).
Begreppet är centralt för vissa problemställningar inom perceptionsfilosofi, där teorier som motsätter sig ídén om en renodlad direkt perception av objekt i omvärlden hävdar att det enda vi egentligen (direkt) varseblir är vår sinnesdata (om dessa objekt). Sinnesdatan är att betrakta som "saker" eller objekt i vårt medvetande, som yttre objekt ger upphov till, och som vi har förmåga att direkt varsebli.
Begreppet används särskilt av fenomenalister och andra moderna empirister, samt inom den representationalistiska perceptionsteorin. Hos dessa betecknar sinnesdata de sinnesintryck som anses vara de direkta objekten för ett förnimmande medvetande, vilket oftast antas vara en inre, privat och enkel förnimmelse.
Det finns emellertid andra, mindre vanliga användningar av begreppet. Vissa teoretiker betraktar sinnesdatan som en del av det fysiska föremålet som varseblivs, eller också något neutralt i förhållande till uppdelningen mentalt/fysiskt (se även egenskapsdualism). Andra empirister använder också begreppet sinnesdata för allt som är omedelbart givet i en perceptionssituation, oavsett om detta är enkelt eller komplext.